# Bremblens
Pronunciação
Bremblens é uma comuna suíça no cantão de Vaud, localizado no distrito de Morges.